# Altair Rupes
L'Altair Rupes è una struttura geologica della superficie di Mercurio.